# Focus Vif
Focus Vif est un news culturel belge vendu chaque semaine avec Le Vif/L'Express et Le Vif Weekend.
Comme Le Vif/L'Express, Focus Vif fait partie du groupe Roularta Media, également propriétaire de Knack Focus, le pendant flamand de Focus Vif.

## Distribution
Le magazine est vendu en librairie ou distribué par la poste le vendredi. Il est accompagné du Le Vif/L'Express, consacré à l'actualité, ainsi du Vif Weekend, consacré à l'art de vivre, et d'un quatrième cahier à parution plus espacée, Le Vif Extra, traitant un thème spécifique à chaque numéro.
Les abonnés ont un accès exclusif à la version en ligne des quatre cahiers au format html, en visionneuse 3D ou en iOS/Android.
En octobre 2012, Focus Vif a lancé un podcast bimensuel, Focus Store, sorte de revue/débat à propos de l'actualité culturelle, réunissant quatre journalistes du magazine autour de Myriam Leroy. Depuis mars 2013, cette émission a pris une dimension télé et est diffusée sur Youtube et Vimeo.

## Équipe de rédaction de Focus Vif
La rédaction de Focus Vif est en 2010 :
- Rédacteur en chef : Laurent Raphaël.
- Secrétariat de rédaction : Nicolas Clément, Ysaline Parisis[réf. nécessaire].
- Journalistes : Laurent Hoebrechts (musique), Jean-François Pluijgers (cinéma).
- Autres collaborateurs/rédacteurs : Nurten Aka (spectacles), Julien Broquet (musique, cinéma), Nicolas Clément, Philippe Cornet (musique), Louis Danvers (cinéma), Vincent Degrez (BD), Kevin Dochain (web), Philippe Elhem (jazz), Vincent Genot (BD), Nadine Monfils (livres), Nix (strip), Ysaline Parisis (livres), François Perrin (livres), Michi-Hiro Tamaï (multimédia), Elene Usdin (illustrations), Olivier Van Vaerenbergh (livres), Michel Verlinden (expos), Guy Verstraeten (TV), Myriam Leroy (TV et Focus Store), Serge Coosemans[réf. nécessaire] (chroniques Sortie de Route, Crash Test et Focus Brolcast sur le site du magazine).
- Mise en page[réf. nécessaire] : Jean-Philippe Antoine, Johanna Collier, Guillaume Deman, Carole Thomachot.

## Annexe